# Skande
Skande – wieś w Gruzji, w regionie Imeretia, w gminie Terdżola. Według danych na rok 2014 roku wieś liczyła 434 mieszkańców. W 2014 roku 99,5% mieszkańców stanowili Gruzini.

## Demografia
Ludność historyczna:
| Rok                           | 2002 | 2014 |
| ----------------------------- | ---- | ---- |
| Liczba ludności               | 561  | 434  |
| Roczna zmiana liczby ludności | -2%  | -2%  |

Struktura płci na rok 2014:
| Płeć                         | Mężczyźni | Kobiety |
| ---------------------------- | --------- | ------- |
| Liczba osób w danej płci     | 230       | 204     |
| Liczba osób w danej płci w % | 53        | 47      |

## Klimat
Klimat jest wilgotny. Średnia temperatura wynosi 10 °C. Najcieplejszym miesiącem jest sierpień (20 °C), a najzimniejszym miesiącem jest grudzień (2 °C). Średnie opady wynoszą 1232 mm rocznie. Najbardziej wilgotnym miesiącem jest marzec (130 milimetrów opadów), a najbardziej suchym miesiącem jest październik (80 milimetrów opadów).